# Orbital ATK

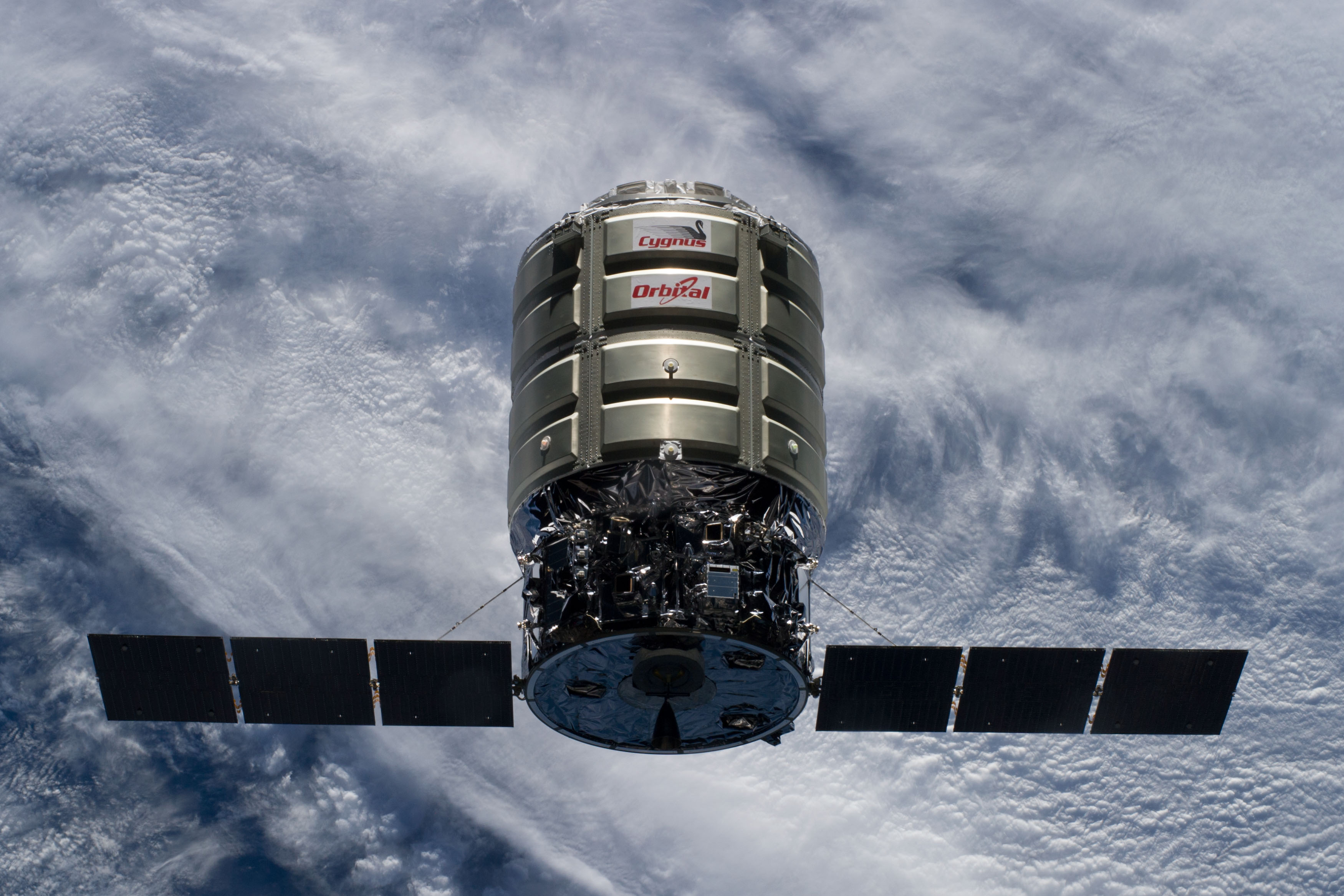
Грузовой корабль Cygnus доставляет грузы на МКС по контракту с НАСА.

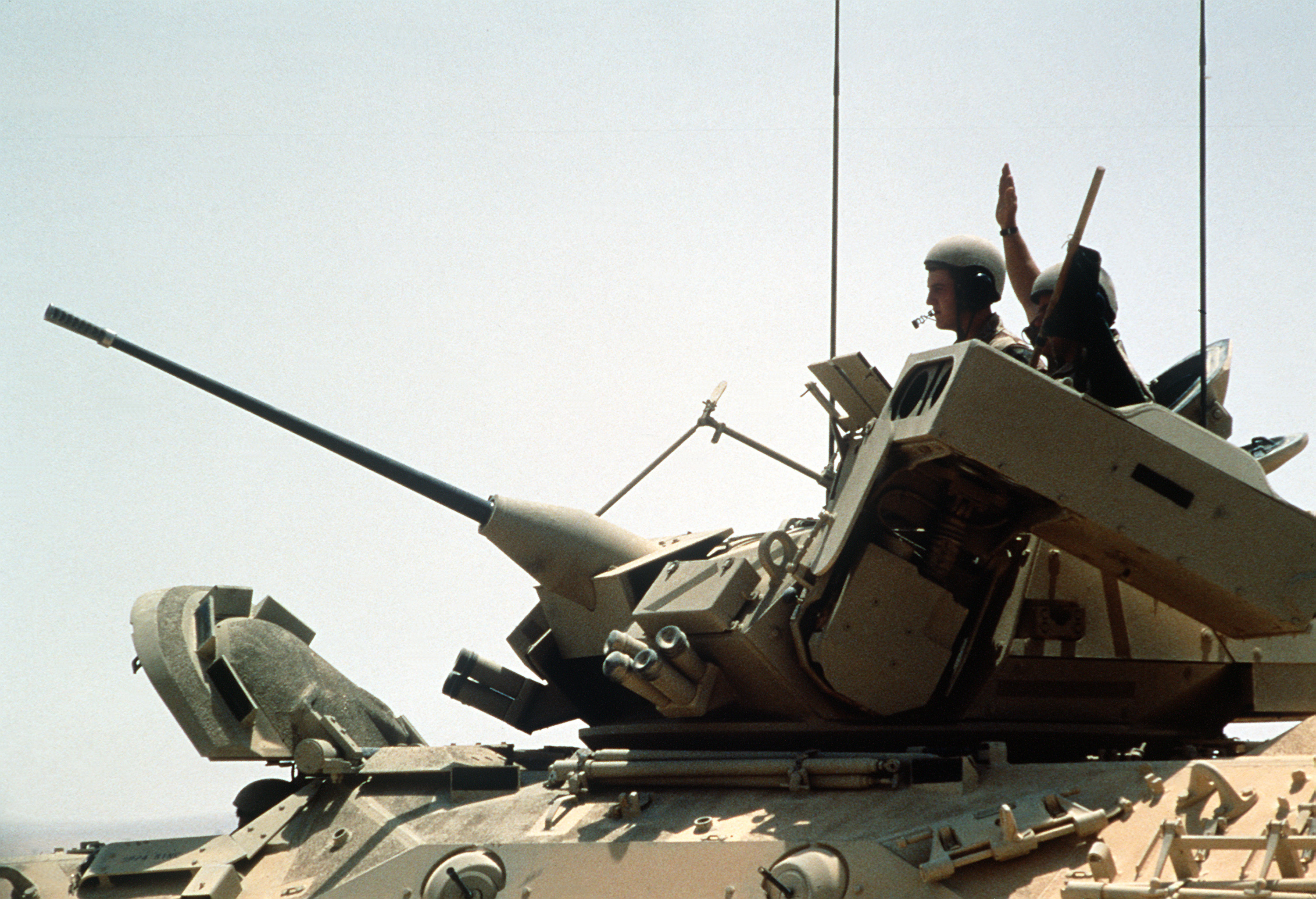
Продукт Orbital АТК: Автопушка Bushmaster M242 в качестве стандартного вооружения БМП М2 Bradley

Orbital ATK Inc. — бывшая американская аэрокосмическая и оборонная компания.
Основана в 2015 году путём слияния Orbital Sciences Corporation и аэрокосмической части Alliant Techsystems.
В 2018 году продана корпорации Northrop Grumman за 9,2 млрд долл., где стала частью вновь созданного подразделения Northrop Grumman Innovation Systems.
Orbital ATK имеет контракт на разработку пятисегментного ускорителя для Space Launch System, на основе четырёхсегментного бокового ускорителя Спейс шаттла.

## История
О слиянии Orbital Sciences Corporation и оборонных и аэрокосмических подразделений Alliant Techsystems было объявлено 29 апреля 2014 года. Компании уже сотрудничали по ряду предыдущих проектов. Официально, сделка была закрыта 9 февраля 2015 года.
14 января 2016 года NASA выбрала компанию одним из трёх победителей конкурса второй фазы программы снабжения Международной космической станции Commercial Resupply Services 2 (CRS2). Компания получит контракты как минимум на 6 миссий для грузового космического корабля Cygnus.
В январе 2016 года компания объявила о планах создания новой ракеты-носителя средне-тяжёлого класса. Согласно предварительными планам ракета-носитель будет использовать твердотопливную первую ступень, также рассматривается возможность использования двигателя BE-3 компании Blue Origin в качестве двигателя жидко-топливной верхней ступени. Создание ракеты-носителя позволит конкурировать с другими американскими аэрокосмическими компаниями SpaceX и ULA в борьбе за военные и коммерческие контракты. Первый запуск ракеты планируется не ранее 2019 года.

## Структура

### Группа воздушных систем
Располагается в городе Чандлер, штат Аризона. Группа заведует проектами по ракета-носителям Пегас, Минотавр, и Антарес, а также программами по твердотельным ускорителям и аэроконструкциям.

### Группа оборонных систем
Располагается в городе Балтимор, штат Мэриленд. Производит тактические ракеты, оборонную электронику, и боеприпасы среднего и большого калибров.

### Группа космических систем
Располагается на невключенной территории Dulles Вашингтонской агломерации, Округ Колумбия. Группа производит спутники коммерческого, научного и военного назначения, а также грузовой космический корабль Cygnus, используемый для доставки грузов на МКС.